# Apostolat mondial de Fátima
Pour les articles homonymes, voir Armée bleue (homonymie).
L'Apostolat mondial de Fatima (également connu sous le nom d'Armée bleue de Marie) est une association internationale de fidèles de l'Église catholique répandue à travers le monde, ayant pour mission de propager le message de Notre-Dame de Fátima. Son origine remonte à 1947 à Plainfield (New Jersey), fondée d'abord sous le nom de l'Armée bleue de Notre-Dame de Fátima par le curé de la paroisse Saint Mary, Harold V. Colgan.
Elle a été approuvée par le Saint-Siège comme association de fidèles en 2010.

## Histoire
En 1947, l'évêque de Leiria-Fátima envoie la statue pèlerine de Notre-Dame de Fátima aux États-Unis. L'évènement est retransmis dans les médias américains, et dès lors, l'abbé Harold V. Colgan, curé de la paroisse Saint Mary à Plainfield (New Jersey) se passionne pour les messages que la Vierge Marie aurait révélés à trois enfants de Fátima. Il tente alors d'y sensibiliser ses paroissiens, lançant une campagne ayant pour but la promotion de la dévotion au Cœur immaculé de Marie et de faire réciter quotidiennement le rosaire à ses paroissiens pour la conversion des pécheurs et pour obtenir la paix dans le monde. Le projet a pour but de répondre aux demandes que la Vierge aurait révélées à Fátima, et d'encourager les autorités ecclésiastiques à la consécration de la Russie et du monde au Cœur immaculé de Marie.
Afin de marquer leur intégration, les membres signent un engagement et portent une médaille. En quelques semaines, l'ensemble des paroissiens de Saint Mary intègrent ce qui devient l'Armée bleue de Notre-Dame de Fatima. L'abbé Colgan lance l'association aux paroisses voisines, qui connait alors le même succès. Quelques mois après la fondation, les paroissiens de Saint Mary se rendent à Rome où ils furent reçus par le pape Pie XII qui bénit et encouragea l'œuvre. Dès lors, l'Armée bleue fut médiatisée et elle connut un large succès, s'étendant à d'autres diocèses américains puis d'autres pays. Dès 1950, il y avait 1 million de membres, puis 5 millions en 1953. Le siège de l'association fut alors placé à Fátima, et c'est l'évêque de Leira, Mgr João Venâncio qui en devint le premier président. Le 7 octobre 2005, l'œuvre fut reconnue comme une association de droit pontifical, sous le nom d'Apostolat mondial de Fatima. Un congrès international du mouvement se réunit l'année suivante au Vatican, où pour la première fois un laïc fut nommé président de l'œuvre. Elle reçoit du Vatican une première reconnaissance « ad experimentum » par décret du 22 février 2001, puis son approbation définitive du Saint-Siège le 7 octobre 2010,.

## Activité et diffusion

### Organisation
L'Apostolat mondial de Fatima est aujourd'hui présent dans 110 pays et compte environ 20 millions de membres inscrits. Les groupes sont gérés par la paroisse, le diocèse ou la conférence épiscopale locale, qui eux-mêmes répondent aux statuts de l'organisation.

### Engagement des membres
L'Apostolat mondial de Fatima invite ses membres à se baser sur trois points essentiels :
- la conversion permanente (du fidèle) ;
- la prière (notamment le chapelet) ;
- le sens de la responsabilité collective et la pratique de la réparation, c'est-à-dire l'attention à « réparer les offenses faites à Dieu » en offrant des petits sacrifices. Offenses faites par soi-même ou par d'autres.

Pour les responsables de cette association, l’acceptation de ce message « entraîne la consécration au Cœur immaculé de Marie, comme symbole d’une promesse de fidélité et d’apostolat. »

### Mission des membres
La mission des membres consiste à participer à la nouvelle évangélisation par la diffusion du message de Notre-Dame de Fátima, qui se centre sur la prière et la conversion. Le mouvement met notamment en avant le chapelet (ou rosaire) et la dévotion des premiers samedis. Son but est d'obtenir la conversion des pécheurs, par la prière et les petits sacrifices, pour obtenir la paix dans le monde.